# میان‌پرده‌های تابستانی
میان‌پرده‌های تابستانی (سوئدی: Sommarlek) فیلمی درام به کارگردانی اینگمار برگمان است که سال ۱۹۵۱ منتشر شد و مورد تحسین بسیار قرار گرفت. از بازیگران آن می‌توان به مای-بریت نیلسون، بیرگر مالمستن، آلف چلین و استیگ اولین اشاره کرد.  این فیلم در سایت imdb توانسته نمره‌ی ۷/۵ را کسب کند.